# Begna
Die Begna ist ein Fluss in Norwegen. Sie fließt vom See Otrøvatnet auf dem Filefjell im südlichen Jotunheimen durch Valdres und mündet bei Nes in den See Sperillen. Diesen verlässt sie als Ådalselva, die mit der Randselva in Hønefoss zusammenfließt um die Storelva zu bilden. Nach Hønefoss mündet diese in den Tyrifjorden. Die Begna ist 213 km lang und hat einen Höhenunterschied von ca. 1.850 m. Sie ist der achtlängste Fluss Norwegens.
Im Oberlauf heißt sie auch Storåne. Im Valdres durchfließt sie mehrere Seen, darunter Vangsmjøse, Slidrefjord, Strondafjorden und Aurdalsfjorden.